# Зерендинський сільський округ
Зеренди́нський сільський округ (каз. Зеренда ауылдық округі, рос. Зерендинский сельский округ) — адміністративна одиниця у складі Зерендинського району Акмолинської області Казахстану. Адміністративний центр — село Зеренда.
Населення — 7667 осіб (2021; 7695 у 2009, 8383 у 1999, 9298 у 1989).
Станом на 1989 рік існувала Зерендинська сільська рада (села Заборовка, Зеренда, Кеноткель, Кошкарбай), село Коктерек перебувало у складі Кизилегіської сільської ради. Пізніше село Кеноткель було передане до складу Троїцького сільського округу, а село Кошкарбай до того ж таки Троїцького округу було передане 2009 року.

## Склад
До складу округу входять такі населені пункти:
| Населений пункт         | Населення, осіб (1989) | Населення, осіб (1999) | Населення, осіб (2009) | Населення, осіб (2021) |
| ----------------------- | ---------------------- | ---------------------- | ---------------------- | ---------------------- |
| Айдарли, село           | 346                    | 266                    | 307                    | 269                    |
| Зеренда, село           | 8523                   | 7698                   | 7083                   | 7162                   |
| --База відпочинку КГТПІ | -                      | -                      | -                      | 10                     |
| --Табір П.Морозова      | -                      | -                      | -                      | 4                      |
| --Прудхоз               | -                      | -                      | -                      | 5                      |
| Коктерек, село          | 429                    | 419                    | 305                    | 217                    |